# Somateria
Somateria – rodzaj ptaków z podrodziny kaczek (Anatinae) w obrębie rodziny kaczkowatych (Anatidae).

## Rozmieszczenie geograficzne
Rodzaj obejmuje gatunki występujące w Ameryce Północnej i Eurazji.

## Morfologia
Długość ciała 50–71 cm, rozpiętość skrzydeł 80–108 cm; masa ciała samców 1275–2875 g, samic 1113–2895 g.

## Systematyka
Rodzaj zdefiniował w 1819 roku angielski przyrodnik William Elford Leach w rozdziale poświęconym notatkom zoologicznym opublikowanym w publikacji Johna Rossa będącej sprawozdaniem z wyprawy zorganizowanej na rozkaz Admiralicji w celu zbadania Zatoki Baffina i sprawdzenia prawdopodobieństwa istnienia Przejścia Północno-Zachodniego. Gatunkiem typowym jest (oznaczenie monotypowe) edredon turkan (S. spectabilis).

### Etymologia
- Eider: isl. Aeðarfugl eider ‘edredon’ (nazwa ta pozostawia ślad w wielu językach europejskich)[13]. Gatunek typowy (oznaczenie monotypowe): Anas mollissima Linnaeus, 1758.
- Somateria (Sommateria, Samoteria): gr. σωμα sōma, σωματος sōmatos ‘ciało’; εριον erion ‘wełna’; puch wykorzystywany przez edredona zwyczajnego do budowy gniazd, był dawniej zbierany przez ludzi do celów komercyjnych[14].
- Ganza: łac. ganta ‘typ gęsi o białym, miękkim upierzeniu’ wspomniany przez Pliniusza[15]. Gatunek typowy (oznaczenie monotypowe): Anas mollissima Linnaeus, 1758.
- Platypus: gr. πλατυπους platupous, πλατυποδο platupodos ‘płaskostopy’, od πλατυς platus ‘szeroki’; πους pous, ποδος podos ‘stopa’[16]. Gatunek typowy (późniejsze oznaczenie)[17]: Anas mollissima Linnaeus, 1758.
- Lampronetta: gr. λαμπρος lampros ‘wspaniały’; νηττα nētta ‘kaczka’[18]. Gatunek typowy (oznaczenie monotypowe): Fuligula (Lampronetta) Fischeri von Brandt, 1847.
- Arctonetta: gr. αρκτος arktos ‘północ’; νηττα nētta ‘kaczka’[19].
- Erionetta: gr. εριον erion ‘wełna, puch’; νηττα nētta ‘kaczka’[20]. Gatunek typowy (oznaczenie monotypowe): Anas spectabilis Linnaeus, 1758.

### Podział systematyczny
Do rodzaju należą następujące gatunki:
- Somateria spectabilis (Linnaeus, 1758) – edredon turkan
- Somateria mollissima (Linnaeus, 1758) – edredon zwyczajny
- Somateria fischeri (von Brandt, 1847) – edredon okularowy